# G'Kar
G'Kar é um personagem fictício do universo da série de televisão de ficção científica Babylon 5, representado por Andreas Katsulas. No início da série, ele aparece como um diplomata mal intencionado, adversário de Londo Mollari e frequentemente envolvido em insidiosos, ainda que fúteis e, por vezes até cômicos, esquemas, geralmente provocados pela hostilidade histórica dos Narn contra seus inimigos históricos, os Centauri, representados por Londo na estação. Porém, ele acabou se transformando numa figura messiânica ao longo da série, o principal líder religioso de sua espécie.

## História do personagem

### Primeiros anos
G'Kar era apenas um filhote na época da primeira ocupação centauri em seu mundo natal, por volta de 2201. Sua família serviu como empregados numa casa dos dominadores. Foi durante esse período que o movimento Resistência Narn estava ganhando forças e a sua crescente agressividade acabaria lentamente libertando Narn.
Após a mãe de G'Kar ter se ficado seriamente doente, apenas ele e seu pai estavam com a saúde boa o suficiente para servir na casa de seus mestres. Um dia, seu pai acidentalmente derrubou um pote de jala quente na madame da casa. Como punição, seu pai foi surrado brutalmente e foi pendurado na árvore sagrada da família. Ele suportou o sofrimento por três dias e finalmente morreu. G'Kar estava com ele e ouviu de seu pai o quão orgulhoso ele estava e pediu que ele fizesse o que ele nunca conseguiu - "Lute contra os Centauri!".
Furiosos, G'Kar fugiu, matou seu primeiro centauri naquele mesmo dia e acabou se juntando à Resistência. Após os centauri terem se retirado de Narn, ele se alistou nas forças militares, participando de pelo menos uma invasão durante a rápida expansão do Regime Narn (o Tuchang). Ele confessou depois ter participado de algumas atrocidades durante estas invasões. Além disso, ele lidou com a Aliança Terrestre durante a Guerra Terra-Minbari para vender secretamente as armas que os humanos desesperadamente precisavam para serem minimamente efetivos contra os aparentemente invencíveis Minbari. Para G'Kar, o fato de que esta lucrativa transação poderia ainda ser utilizada para implicar falsamente a República Centauri - uma vez que design das armas narn é derivado das centauri - valia o risco de incorrer na fúria dos próprios minbari.

### Carreira
G'Kar era o embaixador do Regime Narn na estação espacial Babylon 5, além de ser um membro do terceiro círculo dos Kha'ri, o coração e o grupo de comando em Narn. Durante o seu período como embaixador, ele era conhecido por seu ódio contra Londo Mollari e a República Centauri, que ele representava. Seu ódio levou G'Kar, em 2258, a tomar parte em alguns esquemas obscuros com a intenção de avançar os objetivos de seu governo, seja abrigando a notória criminosa Dilgar Jha'dur ou incitando revoltas na estação.
Em meados de 2259, o moribundo imperador centauri Turhan visitou Babylon 5 para que pudesse "estar com os narns em território neutro e se desculpar" por todo os males e sofrimentos que os centauri lhes haviam infligido. G'Kar estava pronto para assassiná-lo até que soube disso, quando então ele procurou Londo para oferecer-lhe um drinque em homenagem à nova era de compreensão entre as duas espécies, numa cena bastante repetida durante toda a série e que teria notáveis consequências no futuro.
Por uma triste ironia, naquela época Mollari já estava em acordo com as Sombras para que elas atacassem a base narn no Quadrante 14 para assegurar que Lorde Refa e seus aliados conseguiriam consolidar seu por nas vésperas da morte do imperador. Após saber que o ataque no Quadrante 14 foi "pelos Centauri", G'Kar tentou atacou Mollari, mas foi impedido por capitão Sheridan, que explicou-lhe que ele poderia até atacar Mollari, mas ele quase que certamente terminaria morto e não seria mais útil para seu povo num momento muito difícil. Já se ele se contivesse, ele poderia viver e ajudá-los - algo que se mostrou verdadeiro depois, pois G'Kar foi instrumental na guerra contra as Sombras e na posterior liberação de Narn. Num feito de imenso auto-controle, G'Kar então se segurou, sentou no chão e chorou pela traição que sofreu.

### Guerra Narn-Centauri
Após a Segunda Guerra Narn-Centauri e a subsequente rendição do Regime Narn, G'Kar se tornou o último membro dos Kha'Ri que permanecia em liberdade. Mollari retornou para a estação - após ter assistido ao bombardeio de Narn pelos cruzadores Centauri armados com aceleradores de massa - para anunciar ao Conselho de Babylon 5 a derrota dos Narn e sua submissão na forma de um "Protetorado" dos Centuri. Londo então entregou os termos da rendição dos Narn, inclusive a ordem de prisão para todos os membros do Kha'Ri, porém, G'Kar já tinha pedido santuário e estava agora sob a proteção tanto de Babylon 5 quanto da Federação Minbari (que era também dona da estação) pelo tempo em que ele se mantivesse "na" estação. Furioso, Mollari conseguiu que ele fosse removido do Conselho sob o argumento de que ele não mais representava oficialmente os Narn.
Ao invés de pular no pescoço de Mollari, G'Kar se levantou calmamente e falou para o Conselho, num dos momentos mais memoráveis da série:
| “ | Nenhum ditador, nenhum invasor pode manter uma população aprisionada à força de armas para sempre. Não há nenhum poder maior no universo do que a busca pela liberdade. Contra ela, o poder de governos, tiranos e de exércitos não consegue resistir. Os Centauri aprenderam essa lição uma vez e nós vamos ensiná-los novamente. Ainda que demore mil anos, nós seremos livres! | ” |
|   | — Cidadão G'Kar, Episódio The Long, Twilight Struggle. |   |

### "Iluminação"

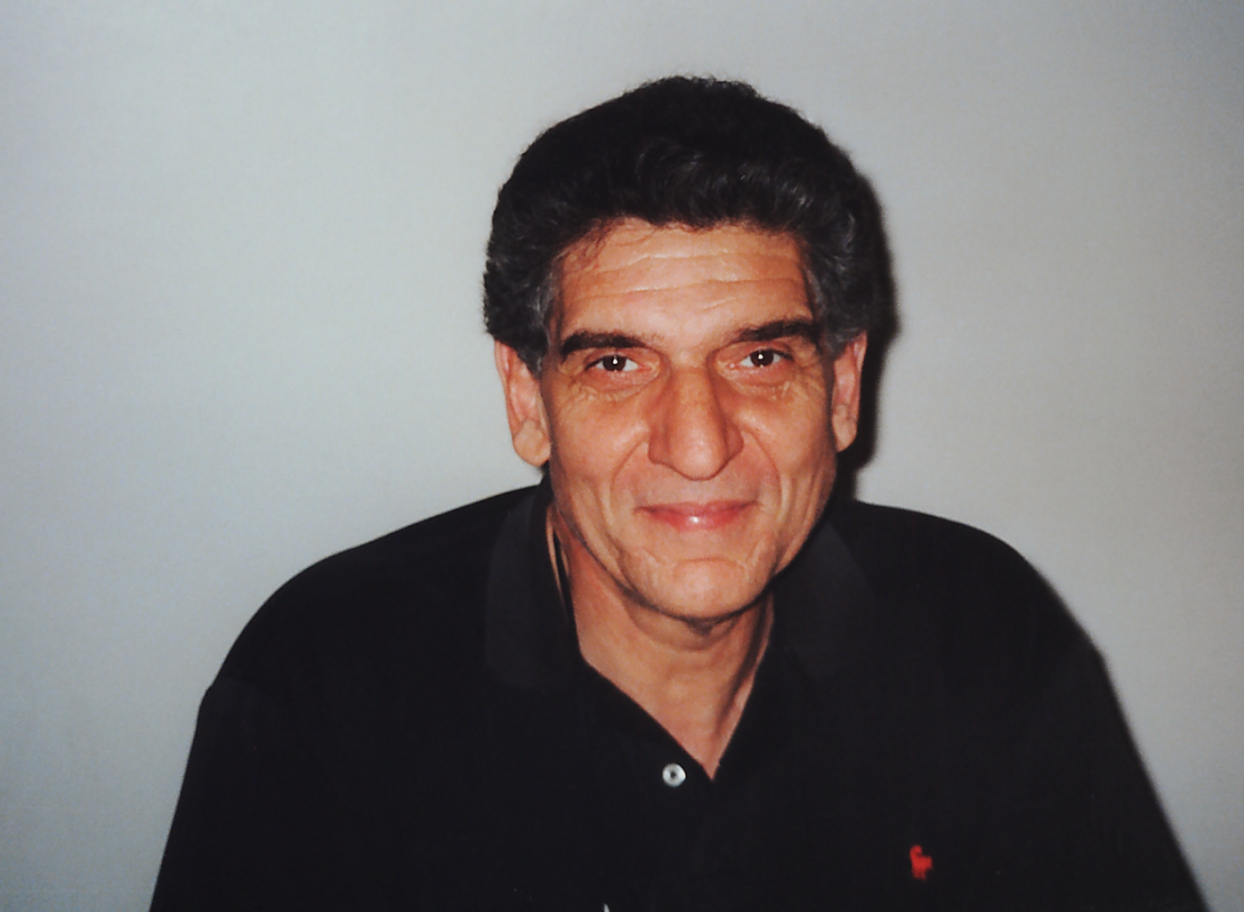
O já falecido ator Andreas Katsulas, que interpretou G'Kar.

Durante os seis meses após a Guerra Narn-Centauri, G'Kar ofereceu imensa assistência ao grupo de resistência em seu planeta natal. Em troca da cooperação de G'Kar em diminuir um pouco a  intensidade de suas atividades, Sheridan conseguiu pressionar os Centauri a soltar os colonos que estavam no Quadrante 14. Ele manteve então o controle dos narns da estação para assegurar que as outras raças ficariam ainda mais simpáticas ao pleito dos Narn. Ele também ajudou a expor um plano para fazer de Babylon 5 um ponto de distribuição de armas e munições. Por fim, com a ajuda de Michael Garibaldi, ele conseguiu encontrar um local seguro para contrabandear armas para Narn e suas colônias.
G'Kar passou o resto do ano de 2259 e o início de 2260 obcecado em vingar seu povo contra os Centauri de maneira geral e contra Mollari especificamente, mantendo um fluxo constante de armamentos para Narn. Como último dos Kha'Ri ainda em liberdade, ele inspirou os seus compatriotas a se levantarem e resistirem contra os invasores. Porém, sua autoridade foi disputada num certo momento por um outro narn, Na'Far, que fora apontado pelos Centari como o novo embaixador colaboracionista do Regime Narn em Babylon 5. Porém, Na'Far não apenas fracassou, mas seu guarda-costas pessoal, Ta'Lon, se tornou um ávido seguidor e um confidente de G'Kar.
Alguns meses depois, G'Kar obteve uma droga terrestre altamente ilegal conhecida como "Pó", que dava ao usuário incríveis habilidades telepáticas temporárias. G'Kar pretendia se utilizar desta arma contra os Centauri, mas os efeitos sobre a fisiologia narn eram desconhecidos, uma vez que eles não tinham mais telepatas vivos há muitas gerações. Ele optou por ser ele mesmo a cobaia, com grande sucesso - ele conseguiu sequestrar e mutilar telepaticamente Londo Mollari (surrando brutalmente o embaixador e seu assistente, Vir Cotto, numa incrível mostra da força superior dos Narn) e aprendeu muitos de seus segredos, inclusive o seu papel em instigar a Segunda Guerra Narn-Centauri, assim como as "embaraçosas" circunstâncias em que Londo fora indicado como embaixador em Babylon 5.
Porém, conforme o efeito da droga se dissipou, ele experimentou o que se acredita ter sido uma revelação religiosa dos "anciãos", especificamente a figura sagrada dos Narn, G'Quan, de seu pai biológico e de um ser angélico misterioso chamado G'Lan - no que se provou depois ser na realidade um artifício do embaixador Vorlon Kosh, que utilizou-o novamente meses depois a mesma "figura paterna" quando apareceu para Sheridan. Em sua visão, G'Kar foi aconselhado a abandonar seu ódio e a servir uma causa maior - a sobrevivência de sua raça e de todos os seres vivos. Para conseguir isso, ele, e os Narns, teriam que estar dispostos a se sacrificar. Nas palavras do próprio G'Quan:
| “ | O que sobrará para os Narn se toda a criação se perder à nossa volta? Nada. Nenhuma esperança, nenhum sonho, nenhum futuro, nenhuma vida. A não ser que nos voltemos contra o ciclo de morte em direção a algo maior. Se nós formos um povo moribundo, vamos então morrer com honra, ajudando os outros como ninguém mais pode... Nós estamos lutando para salvar uns aos outros e precisamos perceber que não estamos sozinhos. Ascendemos e caímos juntos. E alguns de nós precisarão ser sacrificados para que todos se salvem. Por que, se falharmos, nenhum de nós será salvo. E os Narn serão apenas uma memória. | ” |
|   | — G'Quan em sua aparição para G'Kar, em Dust to Dust. |   |

G'Kar foi preso por seu ataque e alegou ser culpado das acusações. Ele se permitiu ser preso na cadeia da estação, onde ele se dedicou a meditar sobre sua revelação, eventualmente escrevendo seus pensamentos e observações. Ele foi solto antes de cumprir a pena, porém, por causa do conflito entre a Força Terrestre e Babylon 5. Ele prometeu ajudar os humanos e entregou providenciando uma força de segurança Narn para substituir os soldados humanos que haviam permanecido fiéis à Aliança Terrestre.

### Liberação de Narn
Quando Michael Garibaldi foi sequestrado, G'Kar deixou a estação e foi procurá-lo, apenas para ser preso por forças centauri e levado para Centauri Prime. Lá, ele foi presenteado a Londo Mollari pelo Imperador Cartagia. Porém, Cartagia decidiu primeiro torturá-lo. G'Kar suportou muito e chegou a ser atormentado pelo próprio imperador, mas teimosamente se recusou a dá-lo a satisfação de ouvi-lo gritar de dor. Ele revelou isso para Londo e Vir, que então o explicou que se ele não gritasse - e logo - iria quase que certamente morrer. Esta recusa em gritar sob tortura já tinha sido previamente mostrada durante a primeira temporada, quando G'Kar fora torturado com indutores de dor por um assassino narn. Em seguida, Londo e Vir decidiram agir rapidamente, pois sabiam que iriam precisar da ajuda de G'Kar para assassinar Cartagia. Mollari se aproximou em segredo de G'Kar e explicou que Cartagia era um sádico e estava louco, e que o destino tanto dos Centauri quanto dos Narn dependia de sua remoção do poder. Londo então ofereceu um acordo - se G'Kar ajudasse providenciando uma distração no momento certo, ele próprio iria assassinar o imperador louco, e então se utilizar de sua influência para libertá-lo. Assumindo que G'Kar concordaria, Mollari se virou para partir. G'Kar então disse que Londo não lhe perguntara o preço e que ele só concordaria com o plano se ele concordasse em libertar Narn. Mollari lembrou-o que ele não estava em posição de fazer exigências. A resposta de G'Kar foi "Nem você". Logo depois, Cartagia estava numa nova sessão de tortura com G'Kar, com Londo e Vir observando. Ele ordenou que G'Kar fosse chicoteado com um chicote energético que iria matar qualquer narn na quadragésima chicotada e afirmou que não pararia enquanto não ouvisse o grito que ele tanto queria. G'Kar se segurou até a última chicotada e só gritou para salvar seu povo. Logo em seguida, Londo convenceu Cartagia a viajar para Narn para que G'Kar fosse julgado lá. Num último ato de crueldade, Cartagia pediu que um soldado arrancasse um dos olhos de G'Kar, pois ele não gostava do jeito que ele o encarava.
Quando eles chegaram em Narn, eles terminaram os planos para o assassinato e tiveram sucesso, ainda que o assistente de Mollari, Vir Cotto, tenha matado Cartagia acidentalmente. Mollari manteve a sua palavra e libertou tanto G'Kar quanto Narn. G'Kar recusou então o convite para ser o líder dos narns, reafirmando a importância de um novo Kha'Ri e citando o fato de que ele não suportou tanta dor e sofriemnto pessoal para remover um tirano de seu plano apenas para se tornar ele próprio um tirano.
Logo depois de retornar a Babylon 5, ele foi visitado por Garibaldi, que estava genuinamente agradecido por G'Kar ter suportado tanta tortura simplesmente por ter ido procurá-lo. G'Kar explicou que Garibaldi era um dos poucos amigos não-narn que ele tinha e, longe de estar nervoso, ele estava na verdade agradecido. Ao fazê-lo, G'Kar afirmou que fora colocado precisamente no lugar certo, precisamente na hora certa para libertar seu povo, algo que jamais teria acontecido se Garibaldi não tivesse sido sequestrado em primeiro lugar.

### Declaração de Princípios
Ao retornar para Babylon 5, ele reassumiu seu papel como embaixador Narn e foi instrumental na fundação da novíssima Aliança Interestelar. Ele era um membro do Conselho Consultivo da organização e escreveu a Declaração de Princípios, em cuja versão final se lê:
| “ | O universo fala muitas línguas, mas apenas uma única voz. A língua não é Narn ou Humana ou Centauri ou Gaim ou Minbari. Ele fala no coração e na língua da alma. Mas sempre com a mesma voz. É a voz de nossos ancestrais falando através de nós, e a voz de nossos descendentes, esperando para nascer. É a voz calma e persistente que diz: Somos um. Não importa o sangue, não importa a pela, não importa o mundo, não importa a estrela. Somos um. Não importa a dor, não importam as trevas, não importa a perda, não importa o medo. Somos um. Aqui, reunidos numa causa comum, nós concordamos em reconhecer essa verdade singular e esta regra singular: que nós precisamos ser gentis uns com os outros, por cada voz nos enriquece e nos enobrece, e cada voz perdida nos diminui. Nós somos a voz do universo, a alma da criação, o fogo que irá iluminar o caminho para um futuro melhor. Somos um | ” |
|   | — G'Kar, Declaração de Princípios, no episódio The Paragon of Animals. |   |

Imediatamente após esta versão ter sido aprovada por todos os membros da Aliança, G'Kar insistiu para que ela fosse retirada, pois ele teria escrito uma versão ainda melhor. Mesmo que o presidente da Aliança, John Sheridan, tenha concordado que a sua versão era melhor, o texto é desconhecido e não sabe se ele foi também aprovado.

### Guarda-costas de Londo e sua ascensão à "santidade"
Posteriormente, quando Mollari voltou para Centauri Prime para investigar denúncias de corrupção na corte centauri, a embaixadora dos Minbari, Delenn, pediu que G'Kar o escoltasse, que ele aceitou só para ver a cara dos centauri. Após seu retorno à estação, ele descobriu que o livro que ele havia escrito enquanto estava preso fora "liberado" por um amigo (seu antigo guarda-costas, Ta'Lon), que acreditava que ele estaria morto e publicou o "Livro de G'Kar". Ele foi muito bem recebido e sua popularidade já se aproximava da do "Livro de G'Quan". G'Kar, sem querer e sem perceber, havia se tornado uma figura sagrada.
G'Kar achava este seu novo status de "santo" muito frustrante. Enquanto muitos narns o procuravam em busca de conselhos, eles estavam mais interessados em dar suas próprias interpretações às suas palavras ou, pior, dando foco em algumas de suas palavras e ignorando outras - mesmo quando ele próprio insistia o contrário. Seus sermões, porém, eram geralmente muito inspiradores.
Sua popularidade estava criando uma pressão política no recém-restaurado Kha'Ri também, que finalmente insistiu que ou ele voltava para casa para liderar ou que ele lhes desse uma benção pública. A gota d'água foi quando ele foi forçado a recusar bruscamente um adorador particularmente insistente e ele, ofendido, tentou matá-lo e acabou ferindo gravemente a noiva de Garibaldi ao invés disso. G'Kar decidiu abandonar a estação e explorar a galáxia com Lyta Alexander, sabendo que ele não poderia fazer mais nada por seu povo ali e que sua permanência só provocaria mais disrupção. Ele apontou Ta'Lon como seu sucessor, que ficou surpreendido com a escolha, mas numa mensagem gravada, G'Kar explicou que ele havia se tornado uma distração para seu povo e que uma posição como a de embaixador exigia que alguém fosse parte guerreiro e parte sacerdote. G'Kar sentia que havia se tornado muito mais sacerdote e, para criar um equilíbrio, seria importante alguém que era muito mais guerreiro para sucedê-lo. Este alguém era Ta'Lon.
G'Kar ainda retornaria uma última vez para Babylon 5 para uma conferência diplomática.

### Morte
G'Kar morreu em 2278 em combate com o "Guardião" Drakh que estava controlando o corpo de Londo Mollari. O sacrifício de G'Kar e Londo permitiram que Sheridan, Delenn e seu filho, David, escapassem de Centauri Prime. O final dos dois já havia sido previsto num sonho de Londo Mollari ainda na primeira temporada.

### Eventos posteriores
Após a morte de G'Kar em Centauri Prime, o imperador Vir Cotto honrou o sacrifício de G'Kar e Londo com uma estátua gigantesca de ambos na entrada da capital centauri. Estas estátuas foram construídas de forma que os dois homens estivessem guardando a cidade e cuidando um do outro. O "Livro de G'Kar" continuou a ganhar popularidade após a morte de seu autor e, juntamente com G'Quan, ele se tornou um dos mais populares autores entre os narns. Logo depois de sua morte, em 2281, John Sheridan convidou todos os seus amigos para um último jantar, pois seus vinte anos de vida estavam chegando ao fim. No brinde em homenagem aos amigos caídos, Michael Garibaldi fez uma bela eulogia a G'Kar.